# 角田慎弥
角田 慎弥（かくだ しんや、1991年〈平成3年〉3月28日 - ）は、株式会社10years、演劇お笑いテイメント集団、東京アンテナコンテナ所属の日本の俳優、脚本家、演出家、音楽家、イラストレーター。福島県会津若松市生まれ、会津坂下町育ち。

## 人物
•趣味はランニング、トレッキング、ギター、バルーンアート、中国ゴマ、トランペット。特技は競技綱引きとケーキ作り。学生時代に競技綱引きでは日本一になった事があるほどの腕前。
•1人で吉野家に行き、1万円分食べたことがある。
•最近まで蟹のミソはグラタンだと思っていた。
•幼少期にポンキッキーズに出演し、自宅にガチャピンとムックが来た事がある。
・学生時代から知人のアパレル店「無限」で自身がデザインしたTシャツなどを販売している。
•俳優として主に活動しているが、地元イベントなどで地元アーティストの影響で弾き語りなども披露することがある。本人曰く「あくまでも、一生懸命頑張っている趣味」としている。

## 出演
“角田慎弥プロフィール”.   出演. 2018年7月3日閲覧。

### テレビドラマ
シュガーレス（2012年10月3日 - 12月26日、日本テレビ）
八重の桜 第34回、第38回（2013年8月25日、9月22日、NHK大河ドラマ）書生役
花へんろ 特別編 「春子の人形」〜脚本家・早坂暁がうつくしむ人〜（2018年8月4日、NHK BSプレミアム）

### バラエティ
昭和偉人伝 猪俣公章（2016年10月19日、BS朝日）

### 映画
沈黙 -サイレンス-（2016年）
浅草キッド（2022年）
沈黙のパレード（2022年）

### CM
ホンダカーズ（ナレーション） (2013年7月)
万葉倶楽部 父の声〜新たな希望〜 編(2016年10月)

### 舞台
「上海J'TRIANGLE」（2010年7月 俳優座劇場 東京アンテナコンテナ5周年記念公演） 
「ハイリスクhigh school」(2011年7月 博品館劇場 芋洗坂係長卒業公演)
「未来という名の昨日を連れて」(2012年6月 吉祥寺シアター)
「人間なんてらららのら」(2012年8月 アトリエだるま座)
「絆-KIZUNA-～桜の咲く頃、またここで会おう…～」(2012年9月 ドリーム・パル 大ホール)
「黄昏の笑顔」(2013年3月 アトリエだるま座)
「サスライセブン 彷徨人七人ー起 サイカイー」(2013年10月 ザ・ポケット)
「Bouquet」(2014年2月 アトリエだるま座)
「サスライセブン パート2 ー承 ホホエミー」(2014年7月 あうるすぽっと)
「199X」(2015年2月 シアターKASSAI)
「ハイリスクhigh school改訂版〜セミのメスは鳴かないぜ...夏」(2015年7月 吉祥寺シアター)
「人間なんてらららのら」(2016年5月 「劇」小劇場)
「サスライセブン パート3ー転 シンジツー」(2016年11月 ザ・ポケット)
「浅草 福の屋大衆劇場と奇妙な住人達1982」(2017年5月 ザ・ポケット)
「サスライセブンpart1ー起 サイカイー“ちょっと改訂版”」(2017年11月 南大塚ホール)
「BLAH SYNDROME」(2018年7月 アトリエだるま座)
「浅草 福の家大衆劇場と奇妙な住人達1982 改訂版」(2019年10月 六行会ホール)
「FRIEND PARK」(2020年4月 新生館シアター)
「OnlyShowTime」(2021年10月　東京　パフォーミングギャラリー＆カフェ絵空箱　11月福島　会津坂下町　中央公民館)
「わたしがピアスをあけたLala...」（2021年11月・12月　東京　劇場MOMO　福島　会津坂下町　中央公民館）

### イベント
「Everyone for All-みんながみんなのために」(2011年5月 博品館劇場)
「7's up vol.4」＠福島(2015年3月)
「7's up vol.5」＠福島(2016年3月)
「7's up vol.6」＠福島(2017年3月)
「うたのまつり-魂」(2017年8月)
「7's up vol.7」＠福島(2018年3月)

## 作品

### 脚本
「BLAH SYNDROME」(2018年7月)
「FRIEND PARK」(2020年4月)

### 楽曲
夢(作詞作曲/2017年)
ガム(作詞作曲/2018年)
1. ↑  公式プロフィールにて
2. 1 2 3  公式ブログにて
3. ↑  7's up vol.7にて
4. ↑  「7's up vol.6」＠福島にて披露
5. ↑  「7's up vol.7」＠福島にて披露